# Sarah Waters
Pour les articles homonymes, voir Waters.
Œuvres principales
- Caresser le velours (1998)
- Du bout des doigts (2002)
- Ronde de nuit (2006)
- L'Indésirable (2009)

Sarah Waters, née à Neyland, petite ville côtière du comté de Pembroke, au Pays de Galles, le 21 juillet 1966, est une écrivaine britannique ouvertement lesbienne. Elle vit actuellement dans le quartier de Kennington à Londres.

## Biographie
Après des études à l'université du Kent et une thèse en littérature anglaise, elle est un temps libraire, puis enseignante. Son premier roman, Tipping the Velvet (Caresser le velours) paraît en 1998 et a pour sujet le lesbianisme à l'époque victorienne (le velours étant l'un des noms du sexe féminin dans l'argot de l'époque). Gros succès de librairie, l'œuvre connaît, sur un scénario d'Andrew Davies, une adaptation sous le titre Tipping the Velvet, une mini-série en trois parties pour la chaîne de télévision BBC Two.
Son second roman Affinity (Affinités), paru en 1999, remporte le prix Stonewall Book. L'action se déroule dans une prison de femmes à Londres à l'époque victorienne et reprend les thèmes chers à Waters (amour, trahison, corruption, machiavélisme et suspense) en y intégrant cette fois une touche de spiritisme. Ce roman, également adapté pour la télévision par Andrew Davies, donne lieu à un téléfilm produit par la chaîne de télévision ITV et diffusé en Grande-Bretagne au printemps 2008.
Son troisième roman, Fingersmith (Du bout des doigts), paru en 2002, apporte à son auteure la consécration. L'histoire est basée sur des thèmes du roman populaire (complot, enlèvement d'enfants, monde des voleurs comme dans Oliver Twist), donnant un roman policier historique qui fait une large place aux amours lesbiennes. Le roman a été adapté deux fois, par Aisling Walsh en 2005 pour BBC One, dans une mini-série mettant en vedette Elaine Cassidy, Sally Hawkins et Imelda Staunton, et par Park Chan-wook avec le film Mademoiselle en 2016.
Sarah Waters reçoit le prix des Libraires et le British Book Awards (Auteur de l'année 2002). Elle est élue « auteur de l’année » par le Sunday Times en 2003.
Dans The Night Watch (La Ronde de nuit), ouvrage paru en anglais en 2006, les personnages (quatre femmes, dont trois sont lesbiennes, et un homme homosexuel) partagent secrets et scandales dans le Londres des années 1940.
Également situé dans les années 1940, The Little Stranger (L'Indésirable), paru en 2009, s'éloigne de l'univers des précédents romans de Sarah Waters. Sans personnages ouvertement lesbiens, le récit se penche sur les changements économiques suscités par la montée du socialisme dans la Grande-Bretagne de l'après-guerre. Les critiques ont noté la parenté de cette œuvre avec les romans d'Evelyn Waugh. Lors de l'élaboration de L'Indésirable, Sarah Waters transforme peu à peu le récit en histoire de fantôme, se concentrant sur une famille de la gentry anglaise qui ne peut plus se permettre de maintenir une vaste propriété de campagne.
Son 6e roman, The Paying Guests (Derrière la porte), paraît en 2014. Il s'agit à nouveau d'une histoire lesbienne qui, cette fois, se déroule dans la capitale britannique en 1922.

## Œuvre

### Romans
- Tipping the Velvet (1998) Publié en français sous le titre Caresser le velours, traduit par Erika Abrams, Paris, Denoël, coll. « Et d'ailleurs », 2001  (ISBN 2-207-25244-2) ; réédition, Paris, 10/18, coll. « Domaine étranger » no 3550, 2003  (ISBN 2-264-03609-5)
- Affinity (1999) - Stonewall Book Award Publié en français sous le titre Affinités, traduit par Erika Abrams, Paris, Denoël,coll. « Et d'ailleurs », 2004  (ISBN 2-207-25604-9) ; réédition, Paris, 10/18, coll. « Domaine étranger » no 3935, 2006  (ISBN 2-264-04362-8)
- Fingersmith (2002) Publié en français sous le titre Du bout des doigts, traduit par Erika Abrams, Paris, Denoël, coll. « Et d'ailleurs », 2003  (ISBN 2-207-25359-7) ; réédition, Paris, 10/18, coll. « Domaine étranger » no 3766, 2005  (ISBN 2-264-04107-2)
- The Nightwatch (2006) Publié en français sous le titre Ronde de nuit, traduit par Alain Defossé, Paris, Denoël, coll. « Et d'ailleurs », 2006  (ISBN 2-207-25814-9) ; réédition, Paris, 10/18, coll. « Domaine étranger » no 4064, 2007  (ISBN 978-2-264-04506-5)
- The Little Stranger (2009)[1],[2] Publié en français sous le titre L'Indésirable, traduit par Alain Defossé, Paris, Denoël, coll. « Et d'ailleurs », 2010  (ISBN 978-2-20726169-9) ; réédition, Paris, 10/18 no 4490, 2011  (ISBN 978-2-264-05237-7)
- The Paying Guests (2014) Publié en français sous le titre Derrière la porte, traduit par Alain Defossé, Paris, Denoël, coll. « Et d'ailleurs », 2015  (ISBN 978-2-207-11896-2) ; réédition, Paris, 10/18 no 5054, 2016  (ISBN 978-2-264-06574-2)

## Prix et distinctions

### Prix
- Prix Lambda Literary
  - 1999 dans la catégorie Lesbian Fiction pour Caresser le velours (Tipping the Velvet)
  - 2002 dans la catégorie Lesbian Fiction pour Du bout des doigts (Fingersmith)
  - 2006 dans la catégorie Lesbian Fiction pour La Ronde de nuit (The Night Watch (en))

### Sélections
- 2002 : Finaliste du Prix Booker pour Du bout des doigts (Fingersmith)
- 2006 : Finaliste du Prix Booker pour La Ronde de nuit (The Night Watch)
- 2009 : Finaliste du Prix Booker pour L'Indésirable (The Little Stranger)

## Adaptations

### Au cinéma
- 2008 : Affinity, film britannique réalisé par Tim Fywell, avec Zoe Tapper (Selina Dawes), Anna Madeley (Margaret Prior) et Amanda Plummer (Miss Ridley)
- 2016 : Mademoiselle, film coréen réalisé par Park Chan-wook
- 2018 : The Little Stranger, film britannique réalisé par Lenny Abrahamson

### À la télévision
- 2002 : Tipping the Velvet, mini-série britannique réalisée par Geoffrey Sax et produite pour la chaîne de télévision BBC Two. Adaptation du roman éponyme de Sarah Waters sur un scénario d'Andrew Davies. En trois épisodes, la série dure 177 minutes. Avec Rachael Stirling dans le rôle de Nan Astley, Keeley Hawes dans celui de Kitty Butler, Anna Chancellor dans celui de Diana Lethaby, Hugh Bonneville dans celui de Ralph Banner, Jodhi May dans celui de Florence Banner et, dans d'importants seconds rôles, Sally Hawkins (Zena Blake) et Benedict Cumberbatch (Freddy).
- 2005 : Du bout des doigts (Fingersmith), mini-série britannique réalisée par Aisling Walsh et produite pour la chaîne de télévision BBC One. Adaptation du roman éponyme de Sarah Waters sur un scénario d'Andrew Davies. En deux épisodes, la série dure 181 minutes. Avec Sally Hawkins (Susan Trinder, Susan Smith), Elaine Cassidy (Maud Lilly, Maud Rivers), Rupert Evans (Gentleman, Richard Rivers), Imelda Staunton (Grace Sucksby), Charles Dance (Christopher Lilly), Stephen Wight (Charles), David Troughton (M. Ibbs).
- 2010 : The Night Watch, téléfilm britannique réalisé par Richard Laxton, avec Jenna Augen